# Sindrome di Norrie
La sindrome di Norrie (o malattia/morbo di Norrie, o displasia oculo-acustico-cerebrale), è una malattia genetica molto rara, legata al gene recessivo NDP presente sul cromosoma X, che causa cecità totale dalla nascita, sordità progressiva in genere dopo i vent’anni o comunque da adulti spesso impotenza erettile e in alcune forme ritardo mentale, in altre invece particolare intelligenza superiore alla media.. Colpisce solo i maschi, mentre le femmine sono portatrici sane.

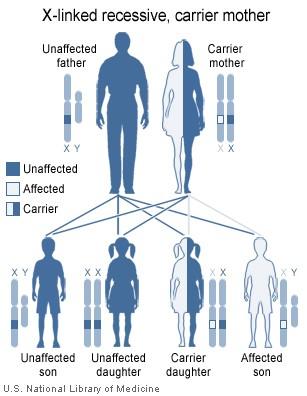
Schema di trasmissione genetica con gene X recessivo da madre portatrice sana

Ad ogni gravidanza di una donna portatrice sana si ha il 50% delle probabilità che un figlio maschio sia malato e 50% di probabilità che sia sano, avendo ereditato il cromosoma X non affetto. Una figlia femmina avrà il 50% di probabilità di essere sana e il 50% di probabilità di essere portatrice sana, a seconda di quale cromosoma X abbiano ereditato dalla madre. I figli maschi di un maschio affetto dalla malattia saranno tutti sani,ereditando il cromosoma X dalla madre, ma le sue figlie femmine saranno portatrici sane al 100%
Si contano circa 200 casi noti al mondo, anche se c'è chi ipotizza ci siano 5-600 casi.
Il motivo è che la malattia va diagnosticata nei primissimi mesi di vita.
Vi è tuttavia la possibilità che nasca un individuo affetto da modificazione del gene NDP anche in assenza di una storia familiare di Malattia di Norrie, a seguito di mutazioni spontanee del gene, chiamate "de novo mutations". Tali persone sono comunque portatrici del gene mutato al pari di chi lo ha ereditato.
Il centro medico di Tor Vergata (Roma) ha approfondito gli studi in merito a questa terribile malattia genetica perché finalmente è stato isolato il gene ed è possibile per una donna figlia di una portatrice sapere se è sana o portatrice anch’essa.
La malattia può non presentarsi per due/ tre generazioni e comparire all’improvviso da un ceppo della famiglia apparentemente immune.

## Sintomi
Il gene fa sì che un'importante proteina del gruppo delle mucine, la norrina, non venga prodotta dal corpo. Essa è essenziale nello sviluppo dei vasi sanguigni che alimentano le cellule della retina e ne consentono lo sviluppo in fase intrauterina. Legandosi ad altre proteine fa sì che prima della nascita nel feto regrediscano quei vasi sanguigni che avvolgono le strutture dell'occhio, e dunque, nei casi in cui manca tale proteina, l'occhio si sviluppa in modo imperfetto: la retina risulta fortemente malformata, e spesso il corpo vitreo è "primitivo". Inoltre il suo ruolo appare importante nel corretto funzionamento dei vasi sanguigni che compongono la stria vascularis, ovvero quell'insieme di vasi sanguigni presenti nell'orecchio interno. Non è invece chiaro quale ruolo abbia nello sviluppo del cervello.
Alla nascita o subito dopo, nei primi mesi di vita, si nota in entrambi gli occhi una massa bianco-giallastra, pseudo-tumorale, costituita da residui di vasi sanguigni e tessuto retinico imperfetto, che "bloccano" la luce in entrata. Tale massa viene spesso accresciuta a causa di sanguinamenti che lasciano residui cicatriziali nel fondo oculare e che sono causa nella quasi totalità dei casi di un distacco retinico di tipo emorragico. Non vi sono cure o rimedi chirurgici per la malattia, in quanto l'occhio è molto malformato, e tende negli anni a peggiorare. Solo nei casi in cui il distacco retinico non sia totale si può tentare di intervenire per preservare almeno la percezione della luce.
La malattia ha carattere degenerativo e con l'età insorgono cataratta, degenerazione della cornea, sanguinamento, atrofia dell'iride, adesioni, nistagmo, atrofia del bulbo oculare e glaucoma. L'aspetto dell'occhio nella fase finale della malattia, verso gli 8-10 anni è spesso di un occhio piccolo (microftalmia), molto chiaro, con una pupilla di ridotte dimensioni.
Intervenire chirurgicamente o con trattamento laser può essere necessario per la riduzione della pressione oculare qualora il paziente presenti glaucoma; spesso i pazienti sono però semplicemente sottoposti a cure con colliri specifici per la riduzione della pressione oculare.
La maggior parte delle persone affette sviluppa negli anni anche una forma di sordità senso-neurale, legata alla degenerazione progressiva dei vasi sanguigni che irrorano la coclea.In qualche caso si manifestano gravissimi acufeni.
Dati audiologici indicano che la degenerazione dell'orecchio è probabilmente influenzata dalla degenerazione delle cellule cigliate, o recettori sensoriali, della coclea. Sono in genere efficaci gli ausili all'udito normalmente adottati, che stimolano i neuroni ancora attivi, o l'impianto cocleare nei casi in cui non sia più di aiuto la normale tecnologia protesica. L'insorgenza della sordità può essere molto variabile, dall'infanzia, all'adolescenza, sino ai 20-30 anni. Una volta iniziato il processo degenerativo si raggiungerebbe dapprima una perdita delle frequenze "alte", con una perdita lieve e asimmetrica, fino ad avere una sordità profonda, bilaterale, simmetrica verso i 35-40 anni. Alcuni pazienti lamentano anche periodi di perdita improvvisa dell'udito, bi o mono laterale, che può duerare da qualche ora a qualche giorno, di incerta eziologia, che normalmente si risolvono spontaneamente o con l'aiuto di cortisonici.
Caratteristica peculiare è comunque una buona capacità di riconoscere suoni e parole anche quando la perdita dell'udito è profonda.
Circa il 30-50% delle persone affette dalla malattia presenta ritardo psicomotorio, anomalie comportamentali, psicosi, comportamenti "simil autistici", ritardo mentale, a volte di tipo regressivo dopo una prima fase di sviluppo normale. Non è ancora completamente chiaro se ciò sia il risultato diretto della mutazione genetica o essa sia solo una concausa, e che invece concorrano fattori "ambientali", quali la cecità, il senso di isolamento percettivo, la sordità, traumi quali le continue ospedalizzazioni o un insufficiente intervento educativo specifico. I principali studi a supporto della teoria regressiva sono quelli svolti a cavallo degli anni 60-70 dalla Professoressa M. Warburg, che hanno però il limite di essere stati effettuati su pazienti per lo più istituzionalizzati precocemente, e sottoposti quindi ad un trauma di separazione familiare.
Vi sono almeno 70 differenti mutazioni genetiche certificate, ma non è ancora stato riscontrato un rapporto diretto tra la specifica mutazione e la possibilità di insorgenza del ritardo mentale o della gravità del problema uditivo. Studi evidenziano tuttavia come vi sia grande variabilità anche tra familiari portatori della stessa mutazione.
Circa il 15% dei pazienti presenta una delezione del gene o di una parte del gene, invece di una mutazione, e in tali casi si ha più frequentemente ritardo mentale grave, epilessia, mioclono, crescita somatica ridotta, pubertà tardiva, problematiche di sviluppo sessuale, microcefalia.
Tali delezioni possono coinvolgere anche i vicini geni MAO-A MAO-B e risultare in un quadro neurologico complesso.
In rari casi in tarda età si possono sviluppare problematiche venose-arteriose come varici, problemi alla circolazione periferica.
La salute generale non è intaccata dalla malattia, che non ha alcuna incidenza sul sistema immunitario del paziente. Il range della vita è assolutamente normale.

## Diagnosi e trattamento
È possibile certificare la patologia tramite un test genetico, ed è possibile anche la diagnosi pre-impianto. In Italia, in centri specializzati è possibile la ricerca dell'anomalia genetica anche sull'ovocita, senza intervenire sull'embrione.
Le persone malate devono sottoporsi con frequenza a controlli oculistici e audiometrici, in modo da intervenire a contrastare immediatamente ogni eventuale problematica aggiuntiva. Non è ancora stata identificata una precisa cura, ma sono in corso ricerche, tra cui una in Italia sotto l'egida della Fondazione Telethon, per meglio comprendere i processi che coinvolgono il paziente
esistono anche studi genetici in corso negli Stati Uniti, ad esempio quello di Ohlmann et al (2005), o quello legato al prof. N.Jeremy.
Di grande importanza un intervento educativo che miri ad infondere nel bambino autostima, fiducia, capacità di comunicazione e movimento, sviluppo multisensoriale e che sia di supporto alle famiglia aiutandole nel processo educativo. Esistono associazioni di supporto per gli ammalati e le loro famiglie. A supporto dei pazienti si è creato qualche anno fa un forum a cui aderiscono più di un centinaio di iscritti, tra pazienti e famiglie di bambini affetti
. Esso ha lo scopo di informare, di condividere studi, idee, consigli pratici e emozioni di quanti sono coinvolti dalle problematiche legate alla sindrome. Come riportato anche ufficialmente dalla Norrie Disease Association le persone affette da sindrome di Norrie possono richiedere spesso ausilio e attenzione esterne, ma sono spesso in grado di vivere una vita autonoma e soddisfacente grazie ad un intervento precoce e a moderni mezzi tecnologici.